# ジューグー
ジューグー(Djougou)は、ベナンのドンガ県の県都。
2009年の人口は約23.7万人。

## 言語
- 公用語
  - フランス語
- 地域言語
  - デンディ語（英語版）
  - フラニ語
  - プル語
  - ヨルバ語
  - バリバ語
  - フォン語